# Бонвил ла Луве
Бонвил ла Луве (фр. Bonneville-la-Louvet) насеље је и општина у северној Француској у региону Доња Нормандија, у департману Калвадос која припада префектури Лисје.
По подацима из 2011. године у општини је живело 796 становника, а густина насељености је износила 38,36 становника/km². Општина се простире на површини од 20,75 km². Налази се на средњој надморској висини од 25 метара (максималној 166 m, а минималној 39 m).

## Демографија
| 1962. | 1968. | 1975. | 1982. | 1990. | 1999. | 2011. |
| ----- | ----- | ----- | ----- | ----- | ----- | ----- |
| 578   | 677   | 586   | 613   | 673   | 667   | 796   |

График промене броја становника у току последњих година